# Noemi Rüegg
Noemi Rüegg (19 aprile 2001) è una ciclista su strada e ciclocrossista svizzera che corre per il team EF-Oatly-Cannondale. Attiva in formazioni UCI dal 2020, ha vinto il titolo nazionale Elite in linea nel 2024.

## Palmarès

### Strada
- 2018 (Juniores)

Campionati svizzeri, Prova a cronometro Junior
Campionati svizzeri, Prova in linea Junior
- 2019 (Juniores)

Campionati svizzeri, Prova a cronometro Junior
Campionati svizzeri, Prova in linea Junior
- 2022 (Team Jumbo-Visma, una vittoria)

Campionati svizzeri, Prova a cronometro Under-23
- 2023 (Team Jumbo-Visma, una vittoria)

Campionati svizzeri, Prova a cronometro Under-23
- 2024 (EF Education-Cannondale, due vittorie)

Trofeo Felanitx-Colònia de Sant Jordi (Ses Salines)
Campionati svizzeri, Prova in linea

#### Altri successi
- 2021 (Stade Rochelais Charente-Maritime)

Classifica giovani Setmana Ciclista Valenciana
- 2023 (Team Jumbo-Visma)

5ª tappa Vuelta a España (Torrevieja > Torrevieja, cronosquadre)
Classifica scalatrici AG Tour de la Semois
Classifica giovani AG Tour de la Semois

### Cross
- 2017-2018

Campionati svizzeri, Junior
- 2018-2019

Campionati svizzeri, Junior

## Piazzamenti

### Grandi Giri
- Giro d'Italia

2023: 34ª
- Tour de France

2022: 105ª
2024: 42ª
- Vuelta a España

2023: 68ª

### Competizioni mondiali
- Campionati del mondo su strada

Innsbruck 2018 - Cronometro Junior: 31ª
Innsbruck 2018 - In linea Junior: 62ª
Yorkshire 2019 - Cronometro Junior: 11ª
Yorkshire 2019 - In linea Junior: 6ª
Imola 2020 - In linea Elite: 87ª
Fiandre 2021 - In linea Elite: 62ª
Wollongong 2022 - In linea Elite: 32ª
Wollongong 2022 - In linea Under-23: 7ª
Glasgow 2023 - In linea Elite: ritirata
Zurigo 2024 - Staffetta mista: 8ª
Zurigo 2024 - In linea Elite: 11ª
- Campionati del mondo di ciclocross

Valkenburg 2018 - Under-23: 27ª
Bogense 2019 - Under-23: 22ª
Dübendorf 2020 - Under-23: 10ª
- Giochi olimpici

Parigi 2024 - In linea: 7ª

### Competizioni continentali
- Campionati europei su strada

Brno 2018 - Cronometro Junior: 22ª
Zlín 2018 - In linea Junior: 26ª
Alkmaar 2019 - Cronometro Junior: 22ª
Alkmaar 2019 - In linea Junior: 35ª
Plouay 2020 - In linea Under-23: ritirata
Trento 2021 - Cronometro Under-23: 23ª
Trento 2021 - In linea Under-23: 28ª
Anadia 2022 - Cronometro Under-23: 7ª
Anadia 2022 - In linea Under-23: 6ª
Drenthe 2023 - Cronometro Under-23: 17ª
Drenthe 2023 - In linea Under-23: 7ª
Limburgo 2024 - Cronometro Elite: 16ª
Limburgo 2024 - In linea Elite: 11ª
- Campionati europei di ciclocross

Tábor 2017 - Junior: 18ª
Rosmalen 2018 - Under-23: 24ª
Silvelle 2019 - Under-23: 10ª